# Torsten Holm
Carl Torsten Holm, född 7 april 1887 i Västerås, död 18 september 1963 i Helga Trefaldighets församling i Uppsala, var en svensk militär och militärhistoriker.
Torsten Holm blev underlöjtnant vid Västmanlands regemente 1907 och var lärare i krigshistoria vid Krigshögskolan 1921–1931. Han blev kapten vid Värmlands regemente, major i armén 1931 och överstelöjtnant 1936. Från 1939 ingick han i reserven vid Upplands regemente. Holm var en produktiv författare inom militärhistoria och medverkade också under signaturen T.H-m i Svensk uppslagsbok.
Torsten Holm är begravd på Uppsala gamla kyrkogård.